# Cantone di L'Isle-Adam
Il Cantone di L'Isle-Adam è una divisione amministrativa dell'arrondissement di Pontoise e di Sarcelles.
A seguito della riforma complessiva dei cantoni del 2014 è passato da 6 a 15 comuni.

## Composizione
Prima della riforma del 2014 comprendeva i comuni di:
- L'Isle-Adam
- Mériel
- Nerville-la-Forêt
- Parmain
- Presles
- Villiers-Adam

Dal 2015 comprende i comuni di:
- Asnières-sur-Oise
- Beaumont-sur-Oise
- Bernes-sur-Oise
- Bruyères-sur-Oise
- Champagne-sur-Oise
- L'Isle-Adam
- Mours
- Nerville-la-Forêt
- Nointel
- Noisy-sur-Oise
- Parmain
- Persan
- Presles
- Ronquerolles
- Villiers-Adam